# LoveLife
"LoveLife" es una canción interpretada por la cantante belga Kate Ryan fue lanzada el 11 de abril de 2011 colocándose en los primeros puestos en Europa y América. El 16 de abril de 2011 se lanzó el videoclip. LoveLife se colocó directamente en uno de sus mayores éxitos siendo número 1 en 12 países.

## Video musical
El video musical fue lanzado el 16 de abril en el canal oficial de Kate.

## Posicionamiento
| Lista                         | Mejor Posición |
| ----------------------------- | -------------- |
| Australia (ARIA)              | 1              |
| España (Los 40 principales)   | 15             |
| Estados Unidos (Radio Dancer) | 1              |
| España (Promusicae)           | 1              |
| Bélgica (Top singles)         | 1              |
| Europa (Top European Singles) | 1              |
| Reino Unido (UK SINGLES)      | 1              |
| Alemania (Top 200 singles)    | 1              |
| Japón (Japan Hot 100)         | 29             |
| Brasil (Brasil Singles)       | 1              |
| Rusia (RMUSIC)                | 5              |
| Italia (Music Italian)        | 1              |
| Canadá (Top Canadian 20)      | 2              |
| México (Top 50 singles)       | 1              |
| Argentina (Top 200 singles)   | 1              |
| Colombia (Top 5 singles)      | 1              |
| Polonia (Music Polony)        | 8              |
| Alemania (Top 50 singles)     | 5              |

## Rankings
▲
▼
| País    | Ranking              | Primera semana | Posición de ingreso | Mejor posición | Semanas en la mejor posición | Semanas en el ranking | Última semana | Posición actual |
| ------- | -------------------- | -------------- | ------------------- | -------------- | ---------------------------- | --------------------- | ------------- | --------------- |
| Europa  |                      |                |                     |                |                              |                       |               |                 |
| España  | PROMUSICAE           | 22-04-2011     | 44                  | 1              | 4                            | 23                    | 16-07-2011    |                 |
| Bélgica | Ultratip 50 Flanders | 14-04-2011     | 13                  | 1              | 8                            | 36                    | 30-08-2011    | ▼ 23            |

| Predecesor: «On The Floor» de Jennifer Lopez | LoveLife — Sencillo N° 1 22 de abril de 2011 — 24 de mayo de 2011 | Sucesor: «On The Floor» de Jennifer Lopez |